# Silvia Teresinha Sfoggia Miotto
Silvia Teresinha Sfoggia Miotto (1952) es una botánica, curadora, y profesora brasileña.
En 1975, obtuvo una licenciatura en Historia natural, por la Universidad Federal de Río Grande del Sur; para obtener la maestría en Biología Vegetal, defendió la tesis Revisión taxonómica del gênero Lamanonia Vell (Cunoniaceae), en 1980, por la Universidad Estatal de Campinas; y, el doctorado por la misma casa de altos estudios, en 1991.
Desarrolla actividades académicas e investigativas en el Instituto de Ciencias Biológicas, Departamento de Botánica, de la Universidad Federal de Rio Grande do Sul. Se ha especializado en taxonomía de angiospermas, con taxonomía, florística, de Rio Grande do Sul, de la familia de las fabáceas (Faboideae, Caesalpinioideae y Mimosoideae).

## Algunas publicaciones
- j.m. Garcia, k. Kawakita, silvia t. Miotto, m.c. de Souza. 2013. O gênero Crotalaria L. (Leguminosae, Faboideae, Crotalarieae) na Planície de Inundação do Alto Rio Paraná, Brasil. Rev. Brasileira de Biociências 11: 209-226
- f.s. Silveira, silvia t. Miotto. 2013. A Família Fabaceae no Morro Santana, Porto Alegre, Rio Grande do Sul, Brasil: aspectos taxonômicos e ecológicos. Rev. Brasileira de Biociências 11: 93-114
- r. Lüdtke, t.t.s. Chies, silvia t. Miotto. 2013. O gênero Polygala L. (Polygalaceae) na Região Sul do Brasil. Hoehnea (São Paulo) 40: 1-50
- carla t.m. Sayago, vanessa. b. Camargo, f. Barbosa, cláudia Gularte, geovana Pereira, silvia t. Miotto, v. Cechinel Filho. 2013. Chemical composition and in vitro antioxidant activity of hydro-ethanolic extracts from Bauhinia forficata subsp. pruinosa and B. variegata. Acta Biológica Hungarica 64: 21-37
- g.b. Ceolin, silvia t. Miotto. 2012. Combining ecological and morphometrical approaches to increase the resolution within the Galactia neesii (Leguminosae) complex. Plant Systematics and Evolution 298: 645-652
- c.s. Drummond, r.j Eastwood, silvia t. Miotto, c.e. Hugues. 2012. Multiple Continental Radiations and Correlates of Diversification in Lupinus. Systematic Biol. (Filadelfia) 61: 443-460

### Libros
r.l. da c. Bortoluzzi, silvia t. Miotto, a. Reis.
- 2011. Leguminosas-Cesalpinóideas: Tribo Cassieae. 1ª ed. Itajaí/SC: Herbário Barbosa Rodrigues, vol. IV. 174 pp.
- 2010. Leguminosas-Cesalpinioídeas: Tribo Caesalpinieae. 1ª ed. Itajaí/SC: Herbário Barbosa Rodrigues, vol. III. 60 pp.
- 2006. Leguminosas-Cesalpinóideas: Tribos Cercideae e Detarieae. 1ª ed. Itajaí/SC: Herbário Barbosa Rodrigues, vol. 2. 96 pp.

### Revisión de publicaciones
- 2004. Periódico: Acta Botanica Brasilica
- 2006. Periódico: Hoehnea (São Paulo)
- 2003. Periódico: Revista Brasileira de Botânica
- 2007. Periódico: Rodriguesia
- 2006. Periódico: Revista Árvore
- 2006. Periódico: Acta Amazonica

## Reconocimientos
- Becaria del Consejo Nacional de Desarrollo Científico y Tecnológico, CNPq, Brasil

## Membresías
- de la Sociedad Botánica del Brasil[2]
- Plantas do Nordeste[3]